# Коронація в Монако

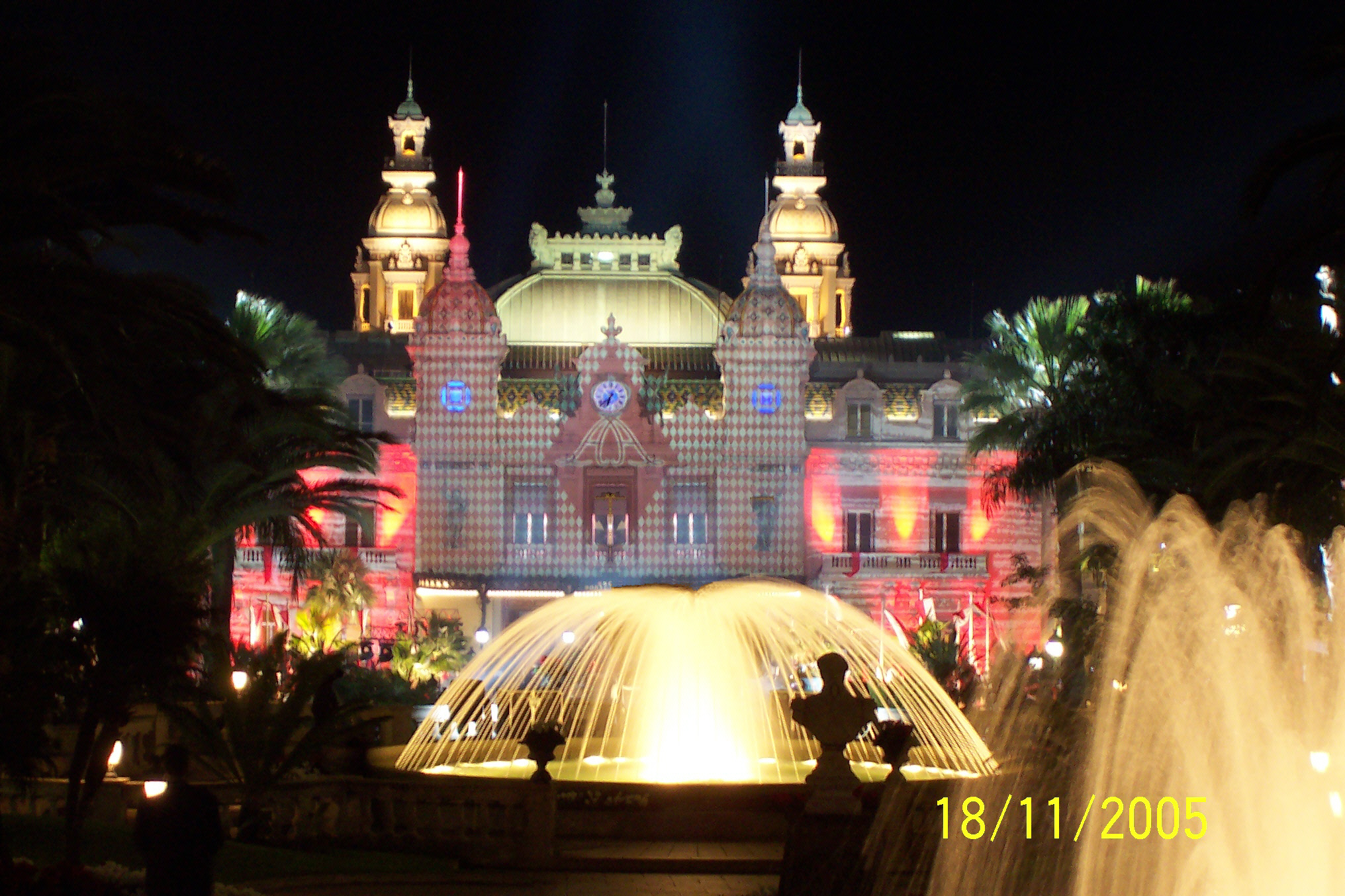
Святкова ілюмінація в Монако перед коронацією

Коронація в Монако — спеціальна урочиста церемонія, що проводиться перед вступом на престол нового князя Монако. 
Спеціальна релігійна церемонія інтронізації нового князя Монако відбувається в соборі Святого Миколи.

## Історія
Історично Князівство Монако не має королівських клейнодів і тому фізично не відбувається церемонії самої коронації правителя. Однак князь проходить спеціальну церемонію інвеститури, що складається зі спеціальної меси в кафедральному соборі Святого Миколи, яку проводить Архієпископ Монако.   Після чого проводиться урочистий прийом, де новий монарх святкує зі спеціальними гостями та своїми підданими; а також відбувається інші урочисті церемонії та події. 
Історія суверенного князівства Монако починається 8 січня 1297 р, коли територію фортеці та навколишніх земель колонії Генуезької республіки було зайнято військами Франческо Грімальді. Цю дату прийнято вважати початком правління династії Грімальді та існування незалежної держави Монако. Протягом більш ніж 700 років князівством керують представники однієї династії.
1641 року за Перонською угодою князівство перейшло під протекторат Франції. 1789 року було анексована Францією. Паризька угода 30 травня 1814 р. відновила князівство в кордонах, які існували до 1 січня 1792 під французьким протекторатом. Після остаточного краху Наполеона та падіння Французької Імперії, згідно Паризькому договору від 20 листопада 1815 року Монако було передано під протекторат Сардинського королівства. 
У березні 1860 р., в подяку за військову допомогу, надану французьким імператором Наполеоном III справі об'єднання Італії, Сардинське королівство передало Франції Савойю і графство Ніцци. 
18 листопада 1860 Сардинія вивела свої війська з Монако, поклавши тим самим кінець протекторату. У 1865 році було відкрито казино в Монте-Карло і створено митний союз з Францією. Перша конституція, що обмежує владу князя, була прийнята в 1911 році.
З 1860 року 19 листопада вважається національним святом. Зараз цей день поєднав Національний День Монако та День князя  /День Суверенного Князя. В II пол. ХІХ — І пол. ХХ ст. День Князя варіювалася залежно від імені Суверенного князя. Це свято існувало перш за все як свято спадкоємця престолу. 
Попередні князі часто обирали день католицького святого, який був близький їх імені та називали свято на його честь. При Карлі III, який правив з 1857 по 1890 рік, свято було встановлено на 4 листопада, тому що це був день Святого Карла. Князь Реньє III обрав 19 листопада — День святого Рейні.
19 листопада 1949 р. відбулась церемонія коронації (вступу на трон) князя Реньє III.
Цю ж дату обрав і його наступник. 19 листопада 2005 р. пройшла церемонія коронації князя Альберта II в Соборі Св. Миколи за участі архієпископа Монако.